# 북 이 넬

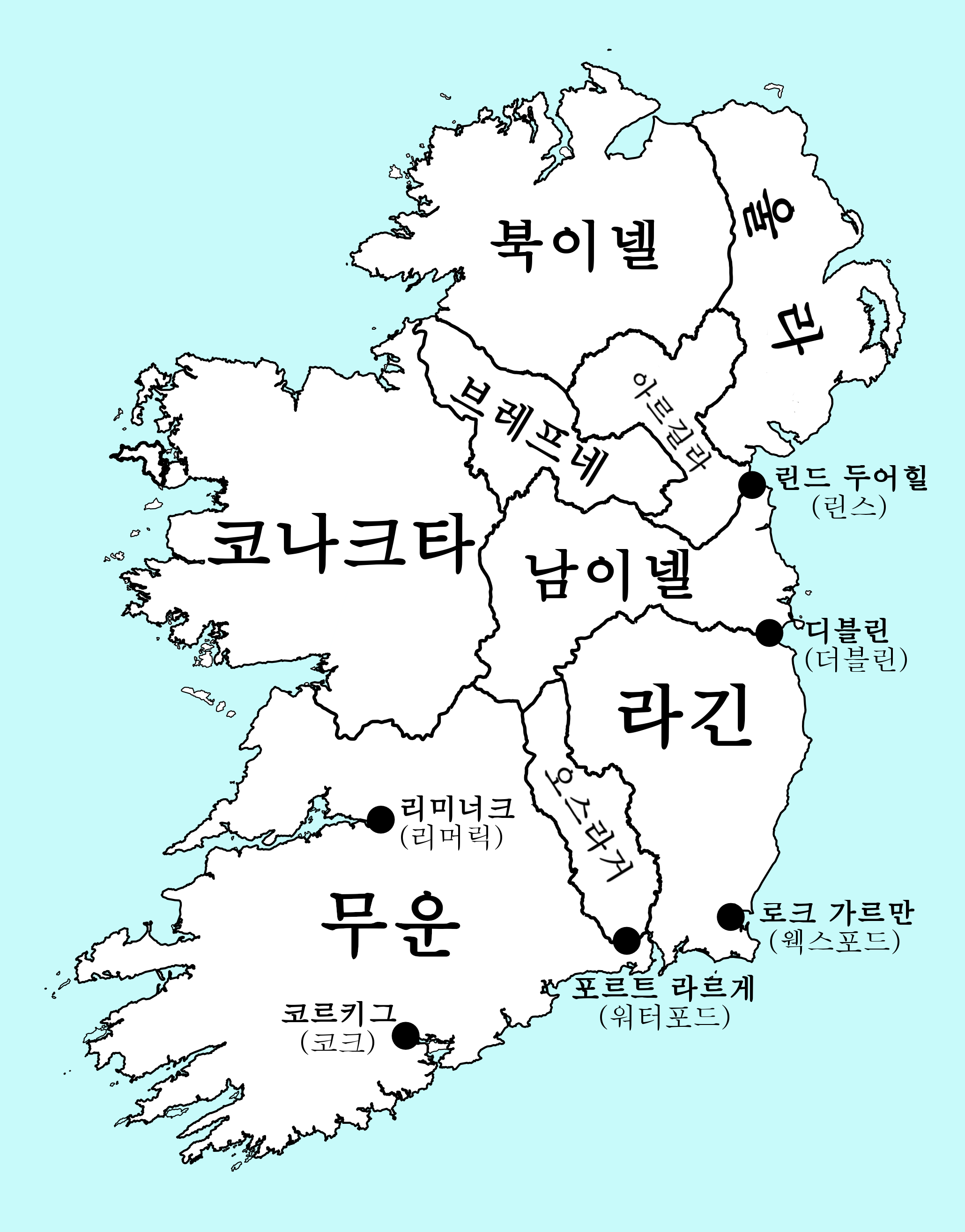
기원후 900년경 아일랜드의 연맹왕국들.

북 이 넬(Northern Uí Néill)은 니얼 노이기얼러흐를 시조라고 주장하면서 아일랜드섬의 서북부에서 할거했던 여러 소왕국 왕조들을 집합적으로 부르는 이름이다. 동중부에도 니얼의 후손을 자처하는 왕조들이 있었는데 이들은 남 이 넬이라고 하며, 남북 이 넬 왕조를 묶어서 이 넬 왕조라고 한다. 북 이 넬에는 케넬 코날 왕조와 케넬 노간 왕조가 있었으며, 각각 니얼의 아들인 코날 굴반과 오간 막 넬의 이름을 딴 것이다.

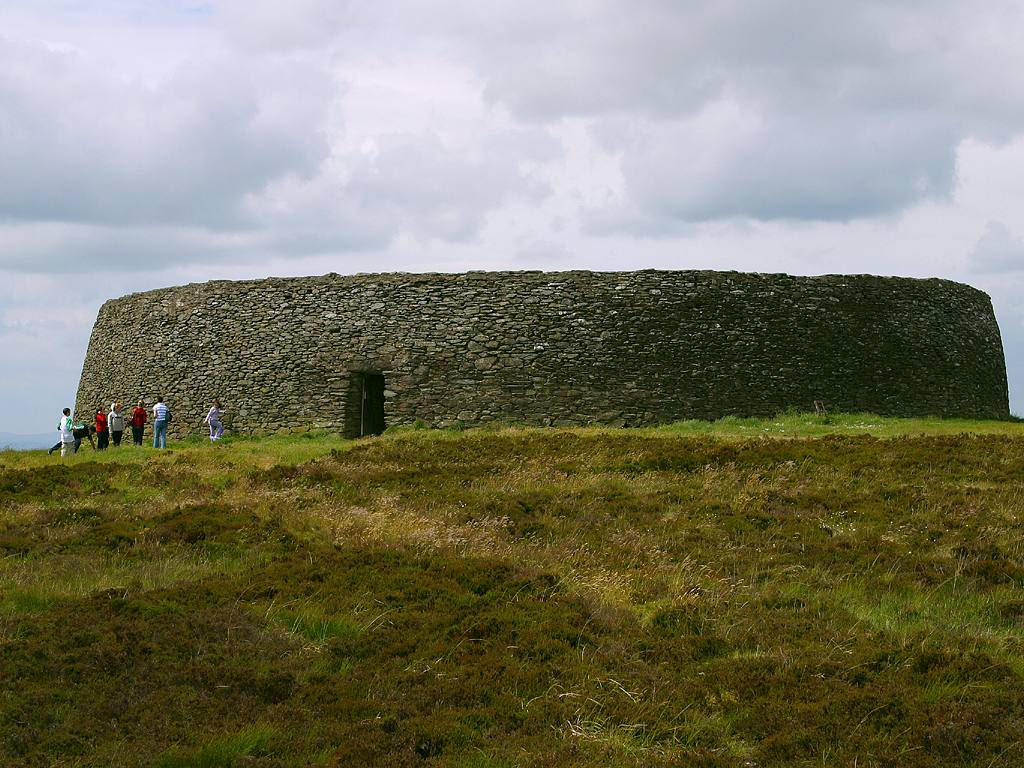
북 이 넬의 왕도로 추정되는 그리어난 알리 유적.

북 이 넬은 초기에는 "북쪽"이라는 뜻의 인 포흘라(아일랜드어: In Fochla) 또는 인 투어스케르트(아일랜드어: In Tuaiscert)라고 불리었으며, 케넬 코날 왕조가 먼저 다스렸다. 이후 케넬 노간 왕조로 지배권이 넘어간 뒤에는 알레흐(아일랜드어: Ailech)라고 불렸다.

## 참고 문헌
- Lacey, Brian (2003). 《The Grianan of Ailech - a note on its identification》.
- Duffy, Seán (2014). 《Brian Boru and the Battle of Clontarf》. Gill & Macmillan. ISBN 978-0-7171-6207-9.